# برايان بيكيليس
برايان بيكيليس (بالإسبانية: Brayan Beckeles)‏ (مواليد 28 نوفمبر 1985) هو لاعب كرة قدم. يلعب مع منتخب هندوراس لكرة القدم. سبق له أن لعب في كأس العالم لكرة القدم مع منتخب بلاده.

## روابط خارجية
- برايان بيكيليس على موقع الاتحاد الدولي (مؤرشف)  (الإنجليزية)
- برايان بيكيليس على موقع الدوري الأمريكي (الإنجليزية)
- برايان بيكيليس على موقع قاعدة بيانات كرة القدم.إي يو (الإنجليزية)
- برايان بيكيليس على موقع ناشيونال فوتبول تيمز (الإنجليزية)
- برايان بيكيليس على موقع Soccerway.com (الإنجليزية)
- برايان بيكيليس على موقع عالم كرة القدم.نت (الإنجليزية)
- برايان بيكيليس على موقع كووورة
- برايان بيكيليس على موقع AS.com (الإسبانية)